# 九鬼隆久

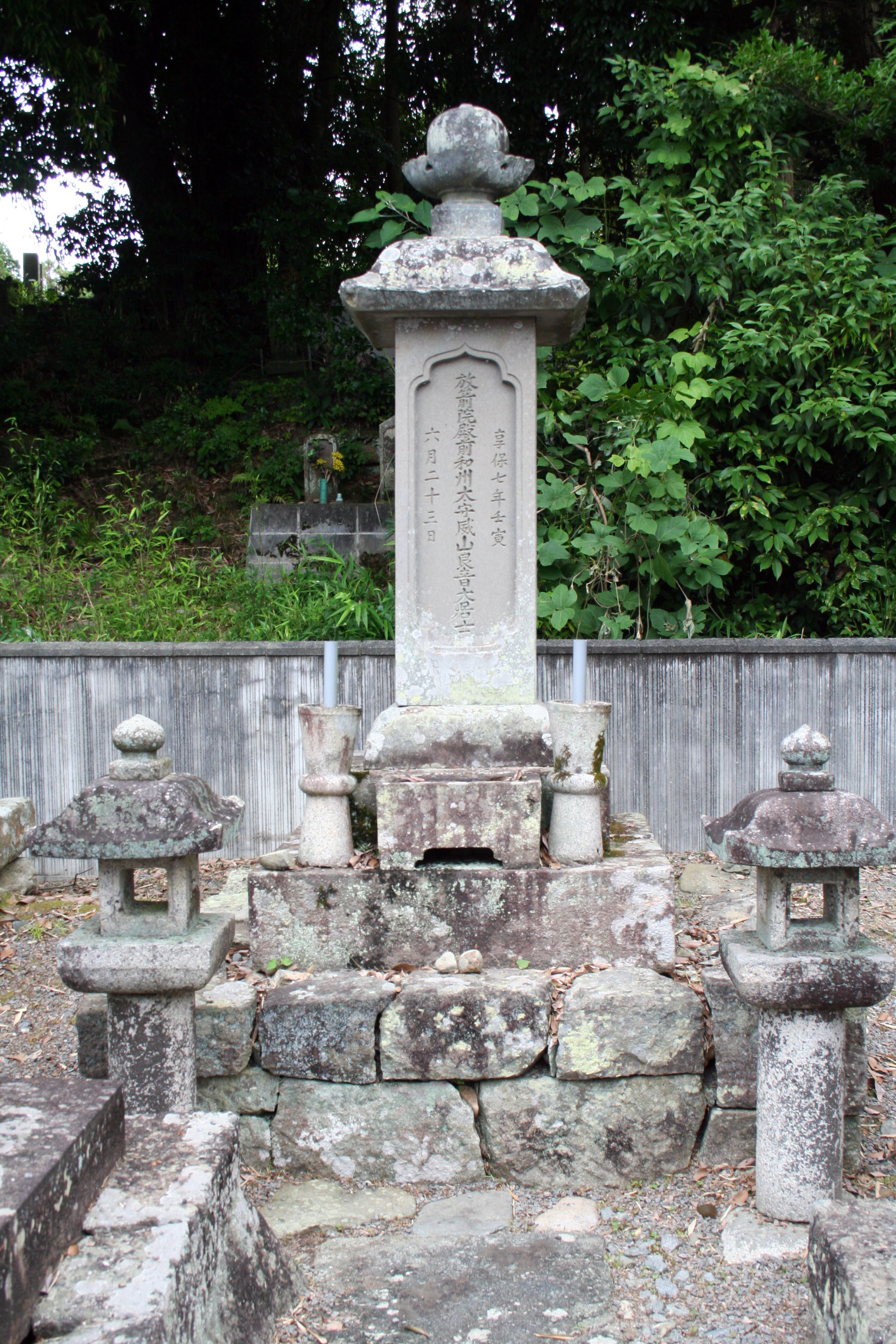
九鬼隆久の墓（兵庫県三田市心月院）

九鬼 隆久（くき たかひさ、延宝8年（1680年） - 享保7年6月23日（1722年8月4日））は、摂津三田藩の第5代藩主。九鬼氏17代当主。
大和柳生藩主柳生宗在の長男。母は五条為庸の娘。官位は従五位下、大和守。
幼名は内記。元禄10年（1697年）、先代藩主の九鬼副隆の死去に際し、その従弟に当たる関係から養嗣子として跡を継いだ。御小姓並、御小姓となった。享保2年（1717年）4月16日、養嗣子の隆抵に家督を譲って隠居し、享保7年（1722年）6月23日、43歳で死去した。墓所は東京都豊島区駒込の泰宗寺。